# Albert Stubbins
Albert Stubbins, né selon les sources le 13 ou 17 juillet 1919,, ou le 13 juillet 1920, et mort le 28 décembre 2002, est un joueur de football anglais.
Il joue comme avant-centre pour le Liverpool Football Club. Sa carrière a été limitée par la Seconde Guerre mondiale.

## Vie et carrière sportive
Né à Wallsend, Tyne et Wear, en Angleterre, Stubbins joua d'abord pour Newcastle United en 1937, participant à 30 matchs officiels et marquant six buts pour l'équipe. Durant les matchs pendant la guerre (classés comme matchs amicaux), il marqua 188 buts en 231 matchs.
En 1946, il signe un contrat de 12 500£, record pour le club, avec le Liverpool Football Club. Stubbins avait aussi été approché par le club rival de Liverpoool, Everton, et il prit sa décision en jetant une pièce. Il a fait ses débuts avec Liverpool le 14 septembre 1946 dans un match de championnat contre Burnden Park, et il marqua à la 82e minute.
Son transfert à Liverpool lui apporta une grande partie de sa gloire et de son succès. Stubbins marqua 28 buts (24 en championnat) lors de saison 1946-47 (faisant de lui le meilleur marqueur avec Jack Balmer) aidant Liverpool à gagner le championnat, la première fois en 24 ans.
Stubbins marqua aussi 24 buts la saison suivante. Il ne joua pas beaucoup durant la saison 1948-1949. Il aida Liverpool à atteindre la finale de la FA Cup en 1950. Liverpool perdit la finale contre Arsenal pour la première apparition de Liverpool à Wembley.
Des blessures l'ont forcé à se retirer en 1953, après avoir marqué 83 buts en 178 matchs, soit un but tous les 2,1 matchs. Il joua une seule fois avec l'équipe nationale anglaise dans une victoire lors d'un match non officiel contre le Pays de Galles en 1945, match que l'Angleterre perdit 1-0.
Après sa retraite sportive, Stubbins devient un journaliste sportif à plein temps, et il a aussi brièvement entrainé une équipe semi-professionnelle américaine de football, les New York Americans en 1960.
En 1967 il figure avec d'autres célébrités sur le recto de la pochette de l'album des Beatles , Sgt. Pepper's Lonely Hearts Club Band.
Il est décédé en 2002, à l'âge de 82 ans.

### Palmarès
- Matchs durant la seconde guerre mondiale (1939 - 1946) - 231 matchs, 188 buts
- Liverpool FC (1946 - 1953) - 178 matchs, 83 buts, vainqueur du championnat D1 en 1947, finaliste de la FA Cup en 1950

## Statistiques
| Club         | Saison  | Championnat | Championnat | FA Cup | FA Cup | Coupe de la ligue | Coupe de la ligue | Europe | Europe | Autres | Autres | Total  | Total |
| Club         | Saison  | Matchs      | Buts        | Matchs | Buts   | Matchs            | Buts              | Matchs | Buts   | Matchs | Buts   | Matchs | Buts  |
| ------------ | ------- | ----------- | ----------- | ------ | ------ | ----------------- | ----------------- | ------ | ------ | ------ | ------ | ------ | ----- |
| Liverpool FC | 1952-53 | 5           | 0           | 0      | 0      | -                 | -                 | -      | -      | 0      | 0      | 5      | 0     |
| Liverpool FC | 1951-52 | 12          | 5           | 0      | 0      | -                 | -                 | -      | -      | 0      | 0      | 12     | 5     |
| Liverpool FC | 1950-51 | 23          | 6           | 1      | 0      | -                 | -                 | -      | -      | 0      | 0      | 24     | 6     |
| Liverpool FC | 1949-50 | 28          | 10          | 7      | 1      | -                 | -                 | -      | -      | 0      | 0      | 35     | 11    |
| Liverpool FC | 1948-49 | 15          | 6           | 3      | 1      | -                 | -                 | -      | -      | 0      | 0      | 18     | 7     |
| Liverpool FC | 1947-48 | 40          | 24          | 2      | 2      | -                 | -                 | -      | -      | 0      | 0      | 42     | 26    |
| Liverpool FC | 1946-47 | 36          | 24          | 6      | 4      | -                 | -                 | -      | -      | 0      | 0      | 42     | 28    |
| Total        |         | 159         | 75          | 19     | 8      | -                 | -                 | -      | -      | 0      | 0      | 178    | 83    |